# Ostkaka
Ostkaka – szwedzka odmiana sernika.

Ostkaka ze Smalandii

Otrzymywany jest z ziarnistego twarogu keso i mąki z dodatkiem śmietany i migdałów (ewentualnie marcepanu). Po upieczeniu jest cięty na porcje i tak podawany (najczęściej na ciepło z bitą śmietaną i konfiturą z borówki brusznicy). Z uwagi na fakt, że twarogu keso nie mieli się przed przygotowaniem ciasta, to ostkaka posiada charakterystyczną ziarnistą konsystencję. 14 listopada w Szwecji obchodzony jest Dzień Ostkaki.